# Palis
För andra betydelser, se Palis (olika betydelser).
Palis är en kommun i departementet Aube i regionen Grand Est (tidigare regionen Champagne-Ardenne) i nordöstra Frankrike. Kommunen ligger  i kantonen Marcilly-le-Hayer som ligger i arrondissementet Nogent-sur-Seine. År 2018 hade Palis 645 invånare.

## Befolkningsutveckling
Antalet invånare i kommunen Palis
Referens: INSEE